# Scânteia (gmina w okręgu Jałomica)
Scânteia – gmina w Rumunii, w okręgu Jałomica. Obejmuje miejscowości Iazu i Scânteia. W 2011 roku liczyła 3851 mieszkańców. 